# Justicier

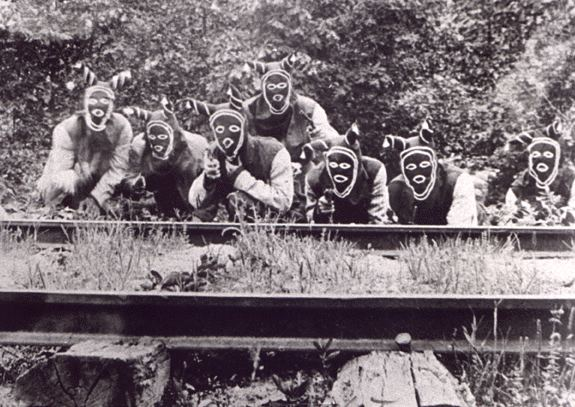
Fotograma de la pel·lícula muda The Shepherd of the Hills (1919) que versiona una novel·la homònima del mateix director. Hi apareix la banda de vigilants "Bald Knobbers".

Un justicier és un particular que il·legalment persegueix i castiga un presumpte infractor, o participa en un grup amb aquests objectius. Els membres dels programes de vigilància veïnal i altres persones que utilitzen mitjans legals per a ajusticiar persones no es consideren justiciers. Per exemple, el 1979 Curtis Sliwa va fundar els Àngels Custodis (Guardian Angels) a la ciutat de Nova York, una organització de lluita contra la delinqüència que ara té sucursals en moltes altres ciutats.

## Etimologia
La paraula s'adapta del castellà "vigilante", directament derivada del llatí "vigilant-, vigilans" i amb la paraula en llengua italiana actual "vigile" molt semblant. El terme vigilante va ser introduït en anglès des del nord-est dels Estats Units. El "vigilantisme" és generalment mal vist pels organismes oficials (que busquen altres maneres de fomentar la vigilància per part dels ciutadans), especialment quan es dona pas a la conducta delictiva per part dels vigilants.

## Comportament dels justiciers
La "Justícia vigilant" a vegades és impulsada per la percepció que el càstig penal és inexistent o insuficient per al crim. Els que creuen això, veuen els seus governs com ineficaços per fer complir la llei, de manera que aquestes persones compleixen els desitjos afins de la comunitat. En altres casos, una persona pot escollir una funció de vigilància com a resultat de l'experiència personal sense tenir res a veure amb cap demanda social.
Les persones considerades "evasores de la llei" o "sobre de la llei" són de vegades els objectius de vigilantisme. Poden ser-ho les persones o organitzacions involucrades en activitats il·legals, en general, També poden ser objectius un grup específic o tipus d'activitat, per exemple, la corrupció policial. Altres vegades, la corrupció governamental és el principal objectiu.
El comportament justicier pot variar en el grau de violència. En alguns casos, els vigilants poden assetjar persones verbalment, físicament, o atacar o destrossar-ne la propietat. Qualsevol persona que desafia la llei per promoure la justícia és considerat al món anglosaxó un justicier i, per tant, la violència no és un criteri necessari. A l'extrem de l'escala de la violència es troben grups de persones contra les bandes i les drogues, (People Against Gangsterism And Drugs, (PAGAD)), han recorregut a tàctiques que els han portat a la llista negra d'organitzacions terroristes. En alguns casos, el vigilantisme ha estat objecte de crítiques per causa de la sempre possible confusió d'identitats.
- L'Empresari Leo Frank va ser acusat d'assassinar un dels seus treballadors el 1913, i va ser segrestat durant un temps i linxat. Frank va rebre un perdó oficial anys més tard, el 1986.
- A la Gran Bretanya en la dècada dels 2000, hi va haver informes d'actes de vandalisme, agressions i insults cap a les persones erròniament acusats de pederastes, després de l'assassinat de Sarah Payne.[5][6][7][8]
- A Guyana el 2008, Hardel Haynes va ser colpejat fins a la mort per una torba que el va confondre amb un lladre.[9]
- El 2009, Michael Zenquis home de Filadèlfia va ser assaltat brutalment per un grup de veïns que el van confondre amb un violador en llibertat.[10]

## Història
Diversos grups i individus han estat etiquetats com a vigilants per historiadors i els mitjans de comunicació. Vigilants han estat fonamentals per a diverses obres de ficció creativa i, en alguns casos han estat descrits com a herois i les forces de represàlia contra els malfactors.
El vigilantisme i l'esperit vigilant existia molt abans que la paraula justicier es va introduir en l'idioma anglès. Hi ha un paral·lelisme conceptual i psicològic entre l'Edat Fosca i el costum medieval de l'aristocràcia de la guerra privada o de venjança i de la filosofia moderna del justicier.
El recurs a la venjança personal i el dol era considerat un privilegi de classe de la noblesa d'espasa abans de la formació de la moderna nació-estat liberal centralitzada i burocràtica (vegeu Marc Bloch, trad. L. A. Manyon, Feudal Society, Vol. I, 1965, p. 127). A més, els sociòlegs han plantejat una complexa interrelació legal i ètica entre els actes de vigilants i de la rebel·lió i el tiranicidi.
En la tradició occidental literària i cultural, les característiques del "vigilantisme" sovint s'han observat en els herois folklòrics i llegendaris malfactors (per exemple, Robin Hood). El "vigilant" en la literatura, el folklore i la llegenda està profundament relacionada amb les qüestions fonamentals de la moral, la naturalesa de la justícia, els límits de l'autoritat burocràtica i la funció ètica de la governança legítima.
Durant l'època medieval, el càstig dels criminals s'exerceix de vegades per les societats secretes, com ara els tribunals de la Vehm (vegeu la medieval Gamurra sarda més endavant esdevinguda Barracelli, el Vendicatori de Sicília Vendicatori i el Beati Paoli), un tipus d'organització de vigilants primerenca, que es va convertir en extremadament de gran abast en Westfàlia Alemanya durant el segle xv.

### L'època colonial a Amèrica
El vigilantisme formalment definit va sorgir en els començaments de les colònies americanes.
- Fundada a mitjans del segle xviii, per exemple, el Moviment Regulador de l'època colonial americana estava composta per ciutadans voluntaris de la frontera que s'oposaven a la mala conducta oficial i extrajudicialment castigaven el bandidatge.

### Seglexix
Més tard, als Estats Units, els grups parapolicials van sorgir en les zones frontereres mal governades on els criminals assetjaven la ciutadania amb total impunitat.
- El 1851 i 1856, el San Francisco Vigilance Movement va ser un exemple de grups secrets de vigilants que netegen carrers de la ciutat de la delinqüència amb un segment enfocat contra els immigrants, com els Sydney Ducks.[14]
- Los Angeles i els comtats circumdants tenia rampells de vigilants de la dècada de 1850, ja que molts dels criminals expulsats de San Francisco i el Camp d'Or va entrar en la menys poblada del sud de Califòrnia fent de la ciutat i els voltants un lloc perillós per molts anys.[15]
- El 1858 vigilants de San Luis Obispo van posar fi al regnat assassí de la colla de Pio Linares a El Camino Real entre San Luis i Santa Barbara -Califòrnia-.
- Des de finals de desembre de 1863-1864 els Montana justiciers van ser formats per ciutadans de Bannack, Virginia City i la propera Nevada City per lluitar contra l'anarquia a la regió minera d'or de Montana. Durant el mes posterior, 21 homes van ser penjats, inclòs, el 10 de gener de 1864, Henry Plummer, el xèrif de Bannack. L'últim home penjat pels vigilants no havia fet res més que expressar una opinió que diversos dels penjats abans havien estat innocents.
- El 1868 entre 60 i 70 vigilants van irrompre a la presó de New Albany, Indiana i van linxar tres germans Reno -Important banda de lladres-.
- Actius en 1883-1889, el Bald Knobbers (o "Baldknobbers") eren homes emmascarats que van prendre represàlies contra la invasió dels roders -persones sense sostre ni ofici- i van expulsar els fora de la llei del comtat de Taney.

### Segle XX
- En els primers anys del segle xx, els White Finns van fundar el Suojeluskunta (Cos de Protecció) com una organització de vigilants paramilitars a Finlàndia. Van formar el nucli de l'Exèrcit Blanc a la Guerra civil finlandesa.
- En la dècada de 1920, la Societat de la Gran Espasa de la Xina protegia la vida i la propietat en un estat d'anarquia.
- El 1954, la policia fronterera tailandesa va formar el Cos de Voluntaris de Defensa (també anomenat els Scouts dels Pobles: ลูกเสือ ชาว บ้าน) per proporcionar l'ordre públic i d'emergència o de resposta a desastres naturals. El 1974 va ser ampliat pel Comando d'Operacions de Seguretat Interna (ISOC) per a les zones urbanes per a lluitar contra l'activisme polític d'esquerra. Els Scouts del poble van participar posteriorment en la massacre de la Universitat Thammasat de 1976. Els grups de vigilància i censura d'Internet es diuen ลูกเสือ บน เครือ อินเทอร์เน็ต ข่าย o exploradors cibernètics.[16]

- Formada el 1977, la Sea Shepherd Conservation Society ha estat cada vegada més activa contra la caça de balenes i la pesca dels vaixells que ells veuen com una violació de les lleis internacionals, reglaments i tractats, sobretot quan la caça es refereix. Es dona suport a una política activa de tirar en orris la pesca i la caça de balenes, mentre que els vaixells són al port, i l'envestida i enfonsament de vaixells dedicats a la matança de balenes.
- Durant el Conflicte d'Irlanda del Nord, l'Exèrcit Republicà Irlandès Provisional se sap que administrava el càstig d'apallissar petits delinqüents i traficants de drogues amb la finalitat de prevenir el crim.
- Reconegut des de la dècada de 1980, Sombra Negra del Salvador és un grup de policies en la seva majoria jubilats i personal militar, amb l'única funció de netejar el país d"impurs" elements socials matant delinqüents i membres de bandes. Juntament amb diverses altres organitzacions, Ombra Negra són un romanent dels esquadrons de la mort de la guerra civil dels anys 1970 i 1980.[17]
- El 1981, un resident de la localitat rural Skidmore, Missouri va disparar fatalment a l'assetjador local Ken McElroy en plena llum del dia, després d'anys sense càstig per cap dels crims comesos pel personatge. Quaranta-cinc persones van ser testimonis del tiroteig, però tothom va guardar silenci quan va arribar el moment d'identificar el tirador.
- El 1984, Bernhard Goetz va ser abordat en un tren de metro de Nova York per quatre homes amb la intenció d'assaltar-lo. Els va disparar a tots quatre, la qual cosa li va valer la denominació de mitjans de comunicació "El justicier del metro".
- Format des de 1996, les "Persones contra les males colles i les drogues" de Ciutat del Cap, Sud-àfrica lluita contra les drogues i el gangsterisme en la seva regió. Han estat vinculats al terrorisme, ja que van atemptar amb bomba alguns objectius nord-americans a Ciutat del Cap.
- Format des de 1998, els Bakassi Boys de Nigèria eren vistos com els punters en la reducció de l'alta delinqüència de la regió quan la policia van ser ineficaços.
- Format el 1996, Mapogo a Mathamaga de Sud-àfrica proporciona protecció per pagament als membres d'aquest grup. Els líders han estat acusats d'assassinat i altres delictes.
- Els Pepes era un fosc grup format a Colòmbia durant la dècada de 1990 que van cometre actes de vigilantisme en contra de Pablo Escobar i els seus socis en el Càrtel de Medellín.

### Segle XXI
- Rodrigo Duterte va caracteritzar-se per transformar quan n'era alcalde Davao, Filipines, la capital de l'assassinat de la nació[18] les organitzacions de turisme ara l'anomenen "la ciutat més pacífica al sud-est asiàtic".[18] Ha estat sospitós d'estar involucrat amb l'equip de vigilants de l'Esquadró de la mort de Davao i ha estat criticat per grups de drets humans i per Amnistia Internacional per tolerar execucions extrajudicials de presumptes delinqüents. La revista Time l'ha anomenat "The Punisher".[18]
- Format des de 2000, Ranch Rescue és una organització que encara funciona al sud-oest dels Estats Units i crida als ramaders a retirar per la força a estrangers il·legals i foragitar-los de les seves propietats.
- A començaments de la dècada de 2000, després de l'11 de setembre, Jonathan Idema, un autoproclamat vigilant, van entrar a l'Afganistan i va capturar a molta gent que deia que eren terroristes. Idema va assegurar que estava col·laborant amb, i recolzat pel Govern dels Estats Units. Fins i tot es venien cintes en mitjans de comunicació que, segons ell mostraven un camp d'entrenament d'Al-Qaida en acció. Les seves operacions van acabar abruptament quan va ser detingut juntament amb els seus socis el 2004 i condemnat a 10 anys en una important presó afganesa, abans de ser indultat el 2007.
- Operatiu des de 2002, els opositors de "Perverted-justice.com" han acusat a la pàgina web de ser moderns vigilants cibernètics d'avui dia.
- El Projecte Minuteman ha estat descrit com a vigilants dedicats a expulsar les persones que creuen la frontera Mèxic-Estats Units il·legalment.[19][20]
- Salwa Judum, el grup antinaxalita format el 2005, a l'Índia, també és considerat per molts com un grup de vigilantisme. Hi ha crítiques al moviment per utilitzar soldats infantils,[21] violació de drets humans, i rebre finançament de l'Estat.[22][23]
- En Hampshire, Anglaterra, durant l'any 2006, un vigilant va tallar els pneumàtics de més de vint cotxes, deixant una nota feta de paper de diari retallada que indica "Atenció: se l'ha vist utilitzar el telèfon mòbil".[24] L'ús del telèfon mòbil durant la conducció de vehicle és un delicte al Regne Unit, però els crítics troben que la llei és poc observada o executada.[25][26][27]
- La Sea Shepherd Conservation Society s'ha anomenat "justicier" per múltiples agències de notícies.[28]
- L'Exèrcit d'Alliberament Nacional Irlandès (INLA), un grup paramilitar socialista republicà d'Irlanda, manté una presència en algunes parts d'Irlanda del Nord i ha dut a terme cops de càstig a presumptes delinqüents locals de poca importància.[29] El 2006, l'INLA va dir haver posat almenys dues colles de narcotraficants fora del negoci a Irlanda del Nord. Després de la seva incursió en una organització delictiva amb seu al nord-oest del país, van llançar un comunicat dient que "la Irish National Liberation Army no permetrà que la classe obrera d'aquesta ciutat siga utilitzada com a carn de canó per aquests criminals l'única preocupació dels quals és el benefici per qualsevol mitjà a la seva disposició."[30] El 15 de febrer de 2009, el INLA va reivindicar la mort a trets del narcotraficant de Derry, Jim McConnell. El 19 d'agost de 2009, el INLA va disparar i va ferir a un home a Derry. L'INLA declarà que l'home estava involucrat en el tràfic de drogues, encara que l'home ferit i la seva família nega l'acusació.[31] No obstant això, en un article de premsa el 28 d'agost, la víctima es va retractar de la seva declaració anterior i va admetre que havia estat involucrat en petita escala el tràfic de drogues, però des d'aleshores havia abandonat aquestes activitats.[32]
- El novembre de 2010, Alejandro Garza Tamez, un caçador de 77 anys i empresari mexicà de l'estat de Nuevo León, Mèxic, va matar a quatre i va ferir a altres dos membres de la banda de delinqüència organitzada Los Zetas, quan van tractar d'apoderar-se del seu ranxo. És considerat com un heroi popular a Mèxic.
- El gener de 2011, un vigilant emmascarat que fa servir el malnom de Phoenix Jones va ser capaç de prevenir el robatori d'un cotxe a Lynnwood, Washington, EUA. La policia li va demanar que parés, però ell i el grup estatunidenc conegut com el "Rain City Superhero Movement" continuen amb les seves activitats.[33]